# Schleswig-Holstein Musik Festival

Werbetafel des Schleswig-Holstein Musik Festivals 2012 mit dem Logo des SHMF

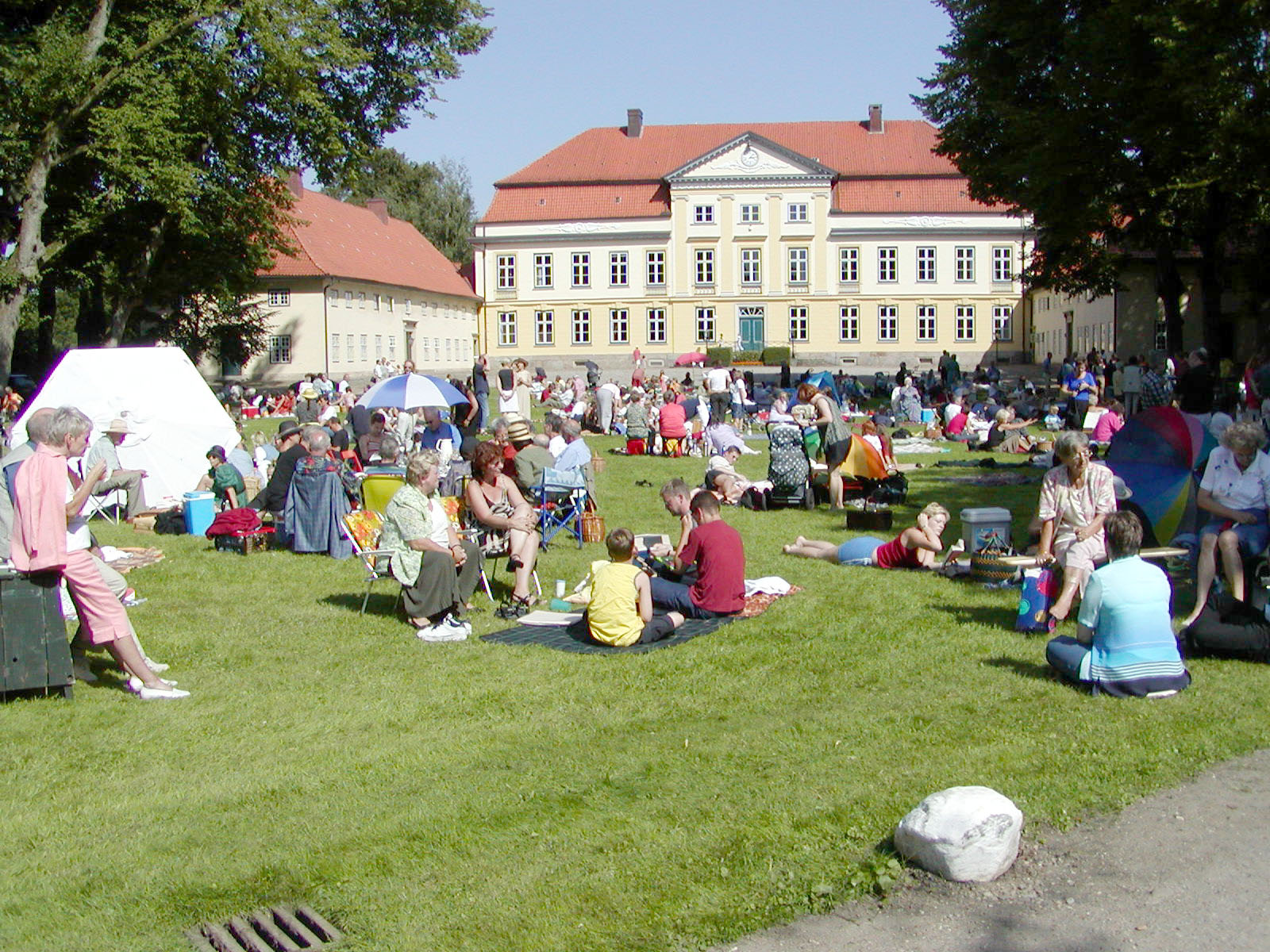
Gut Emkendorf: Picknick bei einem Musikfest auf dem Lande (2001)

Das Schleswig-Holstein Musik Festival (SHMF) ist ein Festival der Klassischen Musik. Zur Aufführung kommen auch Jazz, Pop, Klezmer und andere Genres. Es findet seit 1986 jährlich in den Sommermonaten an vielen verschiedenen Spielorten in Schleswig-Holstein sowie im angrenzenden Niedersachsen, in Hamburg und im Süden Dänemarks statt. Neben den großen Konzerthäusern bespielt das Festival auch ungewöhnliche Spielstätten wie z. B. Gutshäuser, Scheunen, Kirchen, Schlossparkanlagen, Fährschiffe und Werftgebäude. Gründungsidee des SHMF war es, klassische Konzerte im gesamten Bundesland und besonders in ländlichen Regionen zu veranstalten. Die Musikfeste auf dem Lande sind das Herzstück des Festivals und bieten auf verschiedenen historischen Gutsanlagen in Schleswig-Holstein ein kombiniertes Programm aus Konzerten, Musikvermittlung für Kinder und kulinarischen Angeboten.
Von 1996 bis 2013 war das künstlerische Konzept des SHMF von jährlich wechselnden Länderschwerpunkten geprägt. Seit der Saison 2014 widmete das SHMF wechselnden Komponisten eine Retrospektive und lud jedes Jahr einen herausragenden Künstler als sogenannten „Porträtkünstler“ ein, den Festivalsommer mit einer eigenen Konzertreihe und Workshops in Schleswig-Holstein zu verbringen. Seit 2023 steht anstelle eines Komponisten eine Musikmetropole im Zentrum des Programms. Auch das Jazzfestival JazzBaltica wird seit 2002 von der Stiftung Schleswig-Holstein Musik Festival getragen.

## Gründung und Leitung

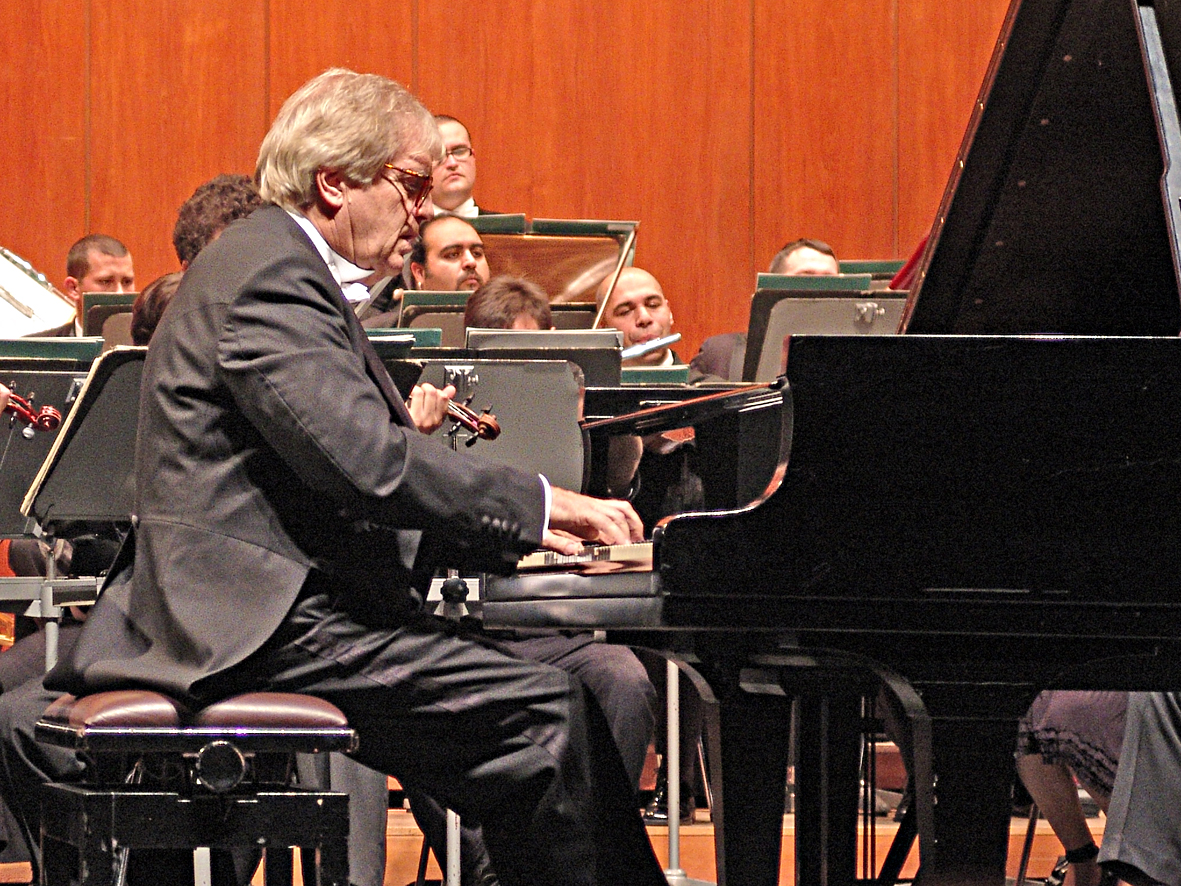
Der Pianist und Dirigent Justus Frantz, Gründer des Schleswig-Holstein Musik Festivals (2006)

Das Festival wird von der 1995 gegründeten Stiftung Schleswig-Holstein Musik Festival ausgerichtet, die ihren Sitz bis 2019 im Schloss Rantzau in der Altstadt von Lübeck hatte. Ende 2019 zog die Stiftung auf das Gelände der Kulturwerft Gollan.
1985 entwickelten Justus Frantz, Helmut Schmidt und Uwe Barschel gemeinsam die Idee eines länderübergreifenden Festivals in Schleswig-Holstein, um mehr kulturelles Leben in das ländliche Bundesland zu bringen. Innerhalb kurzer Zeit konnten für die Idee prominente Unterstützer wie Leonard Bernstein gewonnen werden. Dieser trug maßgeblich dazu bei, dass bereits 1986 zur ersten Ausgabe des Festivals weltberühmte Musiker wie Yehudi Menuhin, Anne-Sophie Mutter, Svjatoslav Richter oder Mstislaw Rostropowitsch auftraten.
Die Intendanz hatte von der Gründung an neun Jahre lang Justus Frantz inne. Ihm folgte von 1996 bis 1998 Franz Willnauer. Gemeinsam mit Christoph Eschenbach als Künstlerischem Leiter leitete Rolf Beck 1999 bis 2002 das Festival, von 2002 bis 2013 war er alleiniger Intendant. Seit dem 1. Oktober 2013 leitet Christian Kuhnt das SHMF. Das Jazzfestival JazzBaltica fand erstmals 1991 statt und gehört seit 2002 zum Schleswig-Holstein Musik Festival, wird also ebenfalls von der Stiftung getragen und organisiert.

## Förderverein Schleswig-Holstein Musik Festival e. V.
Der Verein Schleswig-Holstein Musik Festival e. V. besteht seit der Gründung des Festivals 1985. In den ersten Jahren war er hauptverantwortlich für die Organisation des Festivals, für die heute die Stiftung zuständig ist. Der Verein vertritt nach wie vor maßgeblich die Grundidee des Festivals, Kultur in ländliche Regionen zu bringen: Von den aktuell über 8.600 Mitgliedern engagieren sich rund 300 als ehrenamtliche Ortsbeiräte, die für die kulinarische Verpflegung der Künstler während der Konzerte zuständig sind und das Festival vor Ort in ihren Gemeinden vertreten. Auch in der Finanzierung des SHMF spielt der Verein durch Mitgliedsbeiträge und Spenden eine wichtige Rolle.

## Sponsoren und Unterstützer
Das Schleswig-Holstein Musik Festival wird durch das Engagement der Wirtschaft in Schleswig-Holstein und Hamburg unterstützt. Medienpartner ist der Norddeutsche Rundfunk. Darüber hinaus wird das Festival von zahlreichen Konzertsponsoren und Produktpartnern sowohl finanziell wie durch Produktspenden unterstützt. Kleine und mittelständische Unternehmen können sich zudem als Mitglied der Unternehmerinitiative Wirtschaft & Musik als Sponsoren einbringen. Die weitere Finanzierung des Festivals setzt sich zusammen aus einem durch die Stiftung aufgebrachten Anteil, Förderung durch das Land Schleswig-Holstein und den Einnahmen aus Kartenverkäufen.

## Exzellenzförderung
Mit verschiedenen Initiativen von überregionaler Ausstrahlung engagiert sich das SHMF in der Förderung talentierter junger Musiker.

### Schleswig-Holstein Festival Orchestra
Das Schleswig-Holstein Festival Orchestra wurde 1987 von Leonard Bernstein gegründet und versammelt jährlich etwa 120 internationale Musikstudierende im Alter von höchstens 26 Jahren, die bei weltweiten Probespielen in 30 Städten in Nord- und Südamerika, Asien, Europa sowie im Nahen Osten ausgewählt werden. Als Stipendium erhalten die Musiker neben Unterkunft und Verpflegung Kammermusik- und Stimmgruppenunterricht bei renommierten Hochschullehrern und Orchestermusikern. Principal Conductor ist seit 2004 Christoph Eschenbach. Darüber hinaus musizieren jedes Jahr namhafte Solisten und Dirigenten mit dem Klangkörper.

### Masterclasses
Im Rahmen von Masterclasses haben junge Musiker aus aller Welt jedes Jahr die Möglichkeit, in den Räumlichkeiten der Musikhochschule Lübeck Unterricht bei Künstlern und Pädagogen zu erhalten. In Konzerten werden die Ergebnisse aus dem Einzel- oder Ensembleunterricht schließlich präsentiert.

### Zusammenarbeit mit „Jugend musiziert“
Seit 2008 fördert das SHMF mit der Konzertreihe Meisterschüler – Meister Preisträger des Bundeswettbewerbs von „Jugend musiziert“. Sie treten im Festivalsommer gemeinsam mit international bekannten Instrumentalisten auf.
Auch der Förderpreis der Sparkassen-Finanzgruppe wird an Preisträger von „Jugend musiziert“ verliehen. Bei einem der fünf „Musikfeste auf dem Lande“ wird der mit 5.000 Euro dotierte Preis für jährlich wechselnde Instrumente ausgelobt. Daneben wird auch ein mit 500 Euro dotierter Publikumspreis vergeben.

### „Leonard Bernstein Award“
Benannt nach dem Mitbegründer des SHMF wird seit 2002 jährlich der Leonard Bernstein Award an einen herausragenden jungen Musiker verliehen. Der mit 10.000 Euro dotierte Preis ist international hoch angesehen und wird im Rahmen eines gemeinsamen Konzerts von Preisträger und Festivalorchester vergeben.
Preisträger des Leonard Bernstein Awards
| Jahr | Name                  | Instrument  |
| ---- | --------------------- | ----------- |
| 2002 | Lang Lang             | Klavier     |
| 2003 | Lisa Batiashvili      | Violine     |
| 2004 | Erik Schumann         | Violine     |
| 2005 | Jonathan Biss         | Klavier     |
| 2006 | Alisa Weilerstein     | Violoncello |
| 2007 | Martin Grubinger      | Schlagwerk  |
| 2008 | Anna Vinnitskaya      | Klavier     |
| 2009 | Leonard Elschenbroich | Violoncello |
| 2010 | Kit Armstrong         | Klavier     |
| 2011 | David Aaron Carpenter | Viola       |
| 2012 | Cameron Carpenter     | Orgel       |
| 2013 | Jan Lisiecki          | Klavier     |
| 2014 | Christopher Park      | Klavier     |
| 2015 | Krzysztof Urbański    | Dirigat     |
| 2016 | Felix Klieser         | Horn        |
| 2017 | Kian Soltani          | Violoncello |
| 2018 | Charles Yang          | Violine     |
| 2019 | Emily D’Angelo        | Gesang      |
| 2020 | Stathis Karapanos     | Flöte       |
| 2021 | Isata Kanneh-Mason    | Klavier     |
| 2022 | Sean Shibe            | Gitarre     |
| 2023 | Vivi Vassileva        | Schlagzeug  |
| 2024 | Anastasia Kobekina    | Cello       |
| 2025 | Hayato Sumino         | Pianist     |

### Hindemith-Preis
Der Hindemith-Preis wird seit 1990 verliehen und zeichnet besonders talentierte junge Komponisten aus. Er ist mit 20.000 Euro dotiert und einem Kompositionsauftrag verbunden. Das neu entstandene Werk wird im Rahmen der darauffolgenden Festival-Saison uraufgeführt.

## Musikvermittlung
Neben der Exzellenzförderung hat das SHMF auch verschiedene Initiativen der Musikvermittlung.
Der Festivalchor wird jährlich aus ca. 100 erfahrenen Laiensängern zusammengesetzt. Hierfür finden Vorsingen in der Region des Festivals statt. Unter der Leitung von Nicolas Fink studiert der Chor jedes Jahr mehrere Programme ein, die a cappella oder in Kooperation mit verschiedenen Orchestern im Rahmen des Festivals zur Aufführung kommen.
Seit 2015 gibt es außerdem das Format eines Wochenendworkshops mit 80 Kindern und Jugendlichen. Workshops leiteten bereits der Percussionist Martin Grubinger, der Jazzposaunist Nils Landgren, der Mandolinist Avi Avital und die Klarinettistin Sabine Meyer. Das Finale jeden Workshops bildet ein großes Abschlusskonzert.
Auch in der Musikvermittlung für Kinder und Jugendliche engagiert sich das SHMF: Neben Familienkonzerten und den Kindermusikwerkstätten bei den „Musikfesten auf dem Lande“ gibt es seit 2003 auch die Kindermusikfeste, die nicht nur Konzerte für Kinder bieten, sondern auch ein Rahmenprogramm zum Mitmachen.
2017 fanden erstmals Konzerte unter dem Titel Zoom statt. Hier wird ein Werk unter Moderation des Dirigenten vom Schleswig-Holstein Festival Orchestra zweimal hintereinander gespielt: Beim ersten Mal verteilt sich das Orchester im Publikum. Indem die Zuhörer direkt neben einzelnen Orchestermusikern sitzen und das Stück neu wahrnehmen können, sollen sie ein besonderes Konzerterlebnis genießen können. Anschließend wird das Werk noch einmal auf der Bühne gespielt, sodass das Publikum die zuvor gehörte Einzelstimme nun mit dem Gesamtklang in Verbindung setzen kann.
2024 wurde das Projekt "Singstars!" ins Leben gerufen, bei dem Zweitklässler im Rahmen des wöchentlichen Musikunterrichts lernen, sich über ihre Stimme auszudrücken. Sie lernen, warum das Singen im Alltag so wertvoll ist und welche Lieder in anderen Ländern und Kulturkreisen gesungen werden. Dabei stellt das SHMF den Schulen erfahrene Musikpädagoginnen und -pädagogen aus Theater und Konzert zur Seite. Jede der insgesamt sieben Klassen entwickelt und studiert ihr eigenes Programm ein, das bei einem großen Abschlussfest vor Publikum aufgeführt wird.

## Programmatische Schwerpunkte
Seit 1996 gibt es beim SHMF programmatische Schwerpunkte, die einen Bogen über das ganze Festival spannen. Bis einschließlich 2013 waren es einzelne Länder, die vom Festival in den Vordergrund gerückt wurden. Dabei traten Künstler aus den entsprechenden Ländern auf, und neben dem klassischen Repertoire standen auch Konzerte mit traditioneller Musik auf dem Programm.
Mit der Intendanz von Christian Kuhnt im Jahr 2013 wurde der bisherige Länderschwerpunkt durch eine Komponisten-Retrospektive und den sogenannten Porträtkünstler ersetzt. Seit 2023 widmet sich das Festival anstelle eines Komponisten einer Musikmetropole.

### Länderschwerpunkte (bis 2013)
| Jahr | Länderschwerpunkt     |
| ---- | --------------------- |
| 1996 | Österreich            |
| 1997 | Norwegen              |
| 1998 | Italien               |
| 1999 | Frankreich            |
| 2000 | USA                   |
| 2001 | Finnland              |
| 2002 | Spanien/Lateinamerika |
| 2003 | Großbritannien        |
| 2004 | Tschechien            |
| 2005 | Japan                 |
| 2006 | Niederlande           |
| 2007 | Ungarn                |
| 2008 | Russland              |
| 2009 | Deutschland           |
| 2010 | Polen                 |
| 2011 | Türkei                |
| 2012 | China                 |
| 2013 | Baltische Staaten     |

### Komponistenretrospektive und Künstlerporträt (2014–2022)
| Jahr | Komponisten-Retrospektive   | Porträtkünstler   |
| ---- | --------------------------- | ----------------- |
| 2014 | Felix Mendelssohn Bartholdy | Sol Gabetta       |
| 2015 | Peter Tschaikowsky          | Martin Grubinger  |
| 2016 | Joseph Haydn                | András Schiff     |
| 2017 | Maurice Ravel               | Avi Avital        |
| 2018 | Robert Schumann             | Sabine Meyer      |
| 2019 | Johann Sebastian Bach       | Janine Jansen     |
| 2020 | Carl Nielsen                | Xavier de Maistre |
| 2021 | Franz Schubert              | Hélène Grimaud    |
| 2022 | Johannes Brahms             | Omer Meir Wellber |

### Städteschwerpunkt und Künstlerporträt (ab 2023)
| Jahr | Musikmetropole | Porträtkünstler |
| ---- | -------------- | --------------- |
| 2023 | London         | Daniel Hope     |
| 2024 | Venedig        | Asya Fateyeva   |
| 2025 | Istanbul       | Fazıl Say       |

## Spielorte und Spielstätten
Jedes Jahr finden Konzerte des SHMF an mehr als 70 Orten und in über 120 Spielstätten statt, was das Festival zu einem der größten Festivals Europas macht.